# قفقاز (باشقیرستان)
قفقاز (انگلیسی: Kavkaz, Republic of Bashkortostan) یک شهرک در شهرستان چکماگوشفسکی استان باشقیرستان کشور روسیه است.